# Tabamatus
Tabamatus (deutsch „Ungreifbarkeit“) ist der Titel eines Romans des estnischen Schriftstellers Jaan Kross (1920–2007).

## Erscheinungsweise
Der Roman erschien 1993 in estnischer Sprache im Verlag Kupar. Er umfasst in der Erstausgabe des estnischen Originals 303 Seiten. 1994 erschien der Roman als Hörbuch, 2003 ist die zweite Auflage als elfter Band der Gesammelten Werke des Autors erschienen. Das Buch trägt nach einer der drei Hauptpersonen den Untertitel Jüri Vilmsi romaan („Jüri Vilms' Roman“).

## Romanhandlung
Estland 1941/42, während der deutschen Besetzung im Zweiten Weltkrieg. Der Ich-Erzähler, ein junger Jurist an der Universität Tartu namens Alo, hinter dem sich die reale Person Aleksander Looring (1910–1942) verbirgt, ist auf der Flucht vor den deutschen Häschern bzw. deren estnischen Handlangern. Looring hatte sich nach dem Juniumschwung zu einem gewissen Ausmaße auf die neuen Machthaber eingelassen, was ihm nun verübelt wurde. Andererseits hatte er sich vor dem politischen Umschwung wissenschaftlich intensiv mit dem Juristen und sozialistischen Politiker Jüri Vilms (1889–1918), einem der Gründungsväter der demokratischen Republik Estland, befasst. Vilms fuhr Anfang 1918 über die zugefrorene Ostsee nach Finnland, um im Ausland für die estnischen Souveränität zu werben. Er und seine Begleiter wurden vermutlich im April 1918 in Helsinki auf deutsches Geheiß hingerichtet. Die näheren Umstände seines Todes sind bis heute nicht restlos geklärt.
Neben diesen beiden ist die dritte zentrale Person der schwedische Polarforscher Salomon August Andrée (1854–1897), der mit einer tollkühnen Ballonfahrt 1897 den Nordpol erreichen wollte (und nie wieder zurückkam). Erst 1930 konnte das tragische Schicksal von Andrée und seinen beiden Gefährten geklärt werden. Im Roman wird der Polarforscher zur Kindheitsfaszination des jungen Jüri Vilms.
Alo findet Unterschlupf in Westestland in seiner ehemaligen Schule, deren Direktorin Hilja eine flüchtige Bekannte von ihm ist: Er hatte sie im Zuge seiner Recherchen zu Vilms einmal getroffen, da ihre Mutter eine Geliebte von Vilms war. Nun entwickelt sich auch ein Liebesverhältnis zwischen Alo und Hilja, der der Historiker die Lebensgeschichte von Vilms nacherzählt. Auch Passagen aus dem Leben von Andrée werden eingeflochten. Gleichzeitig fragt sich Alo, ob seine Handlungsweise im ersten „roten Jahr“ in Estland moralisch korrekt und vertretbar war oder ob er zu weit gegangen und sich also kompromittiert hat.
Als Hilja im Zusammenhang mit Verdächtigungen gegen den Hausmeister ihrer Schule zu einem Verhör nach Tallinn muss, wird Alo unvorsichtig und verlässt einmal sein Versteck. Er will sich im Dorf einen Film ansehen, wird aber entdeckt, verhaftet, verhört und schließlich hingerichtet. Grund hierfür sind jedoch nicht seine „roten“ Artikel, sondern seine Beschäftigung mit einem der Gründungsväter der Estnischen Republik, von der die deutschen Besatzer nichts wissen wollten. Vor der Hinrichtung konnte Alo jedoch noch zweimal von Hilja im Gefängnis besucht werden. Dabei teilte sie ihm mit, dass sie schwanger sei und dass ihr Vater nicht der Gatte ihrer Mutter, sondern Jüri Vilms sei. Somit trägt sie das Enkelkind des hingerichteten Jüri Vilms und das Kind des hinzurichtenden Vilms-Forschers unter dem Herzen, und dieses Kind wird im Gegensatz zu Vater und Großvater leben. Es ist für die Machthaber ungreifbar, wodurch der Titel des Romans erklärt wird.

## Erzählweise und Interpretationsmöglichkeiten
Wie häufig in seinen literarischen Werken bedient sich Kross Plutarchs Konzept der Parallelbiographien (βίοι παράλληλοι). Dabei mischen sich reale Persönlichkeiten mit Elementen des Schlüsselromans und fiktionalen Charakteren. Im Zentrum stehen dabei Vilms (als Märtyrer der Republik Estland), Andrée (als Märtyrer des Forschungsdrangs der Menschheit) und Looring (als Märtyrer der Wahrheit und Wahrhaftigkeit).
Auffällig ist ferner die Parallele zwischen dem Autor und seinem Protagonisten: Wie Looring bemühte sich auch Jaan Kross um ein Sich-Arrangieren mit der Macht, wie neuere Forschungen ergeben haben. Da der Roman Jaan Kross‘ erster Roman ist, der in einer Zeit ohne jegliche Zensur geschrieben ist, wollte der Autor vermutlich ein möglichst ehrliches Bild seiner Generation zeichnen, die den „dritten Weg“ zwischen Kommunismus und Nationalsozialismus suchte und dabei teilweise unterging.

## Trivia

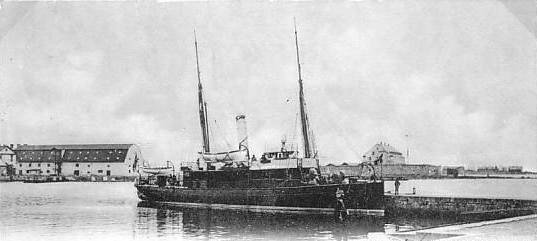
HMS Svensksund (1891)

Das schwedische Schiff HMS Svensksund begleitete 1897 Andrée zum Aufbruch seiner Ballonfahrt und brachte 1930, als ein norwegisches Schiff den letzten Aufenthaltsort der Expedition entdeckt hatte, die Überreste nach Stockholm zurück. Mit dem gleichen Schiff begab sich 1918 eine Delegation von Åland nach Stockholm, an der Vilms hätte teilnehmen sollen.

## Übersetzungen
- 1993: Schwedisch – „Motstånd. Romanen om Jüri Vilms“
- 1994: Finnisch – „Kuningasajatus. Jüri Vilmsin romaani“
- 2001: Französisch – „Dans l’insaisissable. Le roman de Jüri Vilms“

Eine Übersetzung ins Deutsche liegt bislang nicht vor.